# أوروبا ما قبل التاريخ

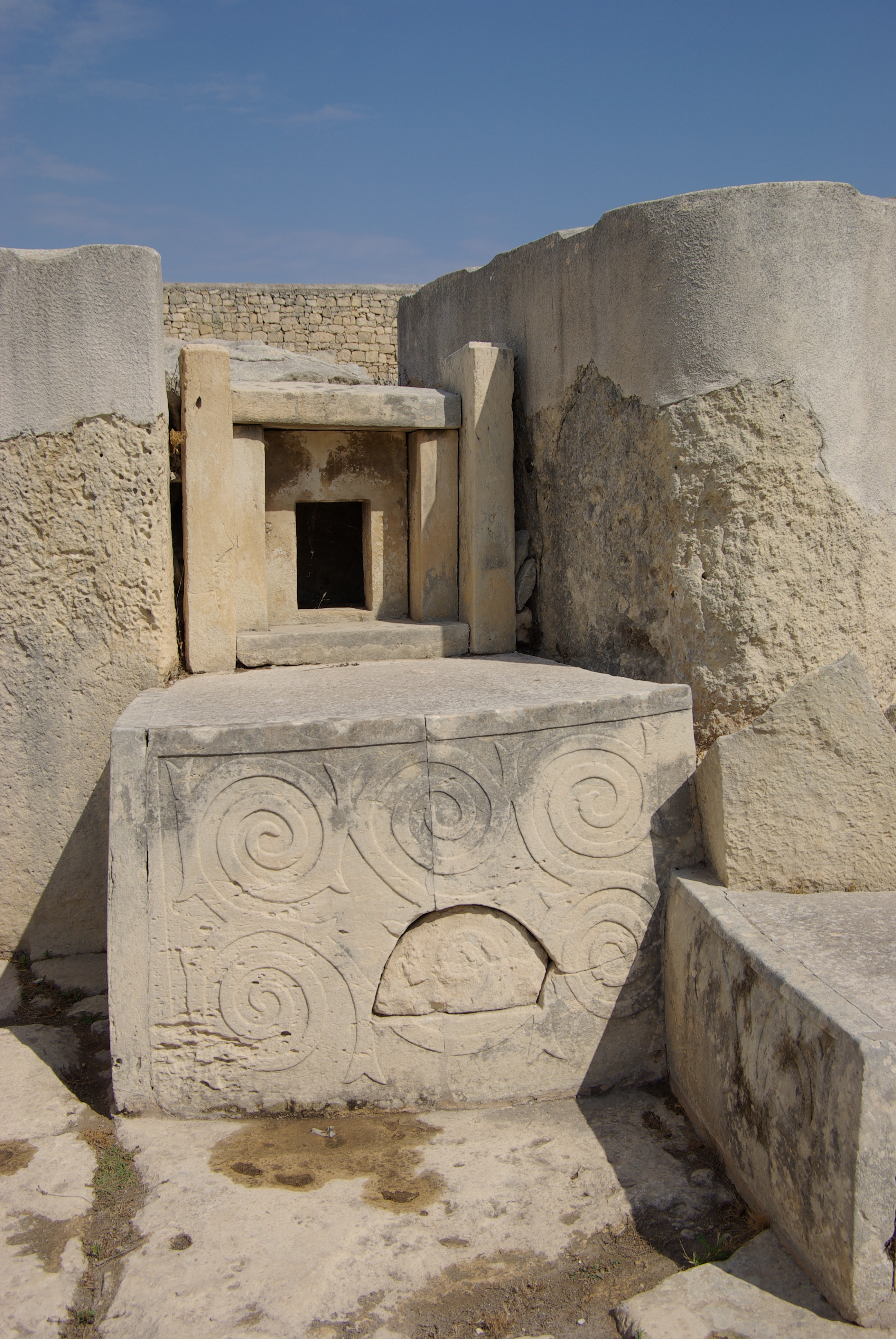
معابد تارشين في جزيرة مالطا التي تعود إلى حوالي 3150ق.م

أوروبا ما قبل التاريخ تشير إلى فترة عصر ما قبل التاريخ الأوروبي، تؤخذ عادة للإشارة إلى ما قبل التاريخ الإنساني منذ العصر الحجري القديم السفلي، ولكن من حيث المبدأ تمتد أيضاً إلى المقياس الزمني الجيولوجي - وهناك المزيد عنه في التاريخ الجيولوجي لأوروبا.
أوروبا ما قبل التاريخ هي التسمية لفترة الوجود البشري في أوروبا قبل بدء التاريخ المسجل، الأمر الذي بدأ في العصر الحجري القديم السفلي. مع تقدم التاريخ، تبرز وتتزايد اختلافات إقليمية ملحوظة من التطور الحضاري. يتأثر إقليم شرقي المتوسط، نظرًا لقربه الجغرافي، ويُلهَم من قبل الحضارات الشرق أوسطية الكلاسيكية، ويتبنى أيضًا ويطور أقدم نظم التنظيم الاجتماعي والكتابة. تاريخ هيرودوتس (منذ نحو عام 440 قبل الميلاد) هو أقدم نص أوروبي معروف يسعى لتسجيل التقاليد والقضايا العامة والأحداث البارزة بصورة ممنهجة. بالمقابل، كانت الأقاليم الأوروبية الأبعد عن المراكز الأقدم للحضارة تميل لأن تكون الأبطأ في ما يتعلق بتمازج الثقافات. في أوروبا الشرقية والشمالية على وجه التحديد، أُدخلت الكتابة والتسجيل الممنهج ضمن سياق التنصير، بعد عام 1000م.

## نظرة عامة
تشير الاكتشافات المعزولة للحفريات الفريدة لشظايا العظام (أتابويركا، عينة الفك السفلي موير)، والتجمعات الحجرية من صنع الإنسان المبعثرة على نطاقٍ واسع والتي تفصل بينها آلاف السنين، أن وجود الإنسان القديم خلال العصر الحجري القديم السفلي -الممتد من 3 ملايين إلى 300 ألف عام- كان نادرًا. يمثّل إقليم كارست في جبال أتابويركا أقدم موقع مؤرخ بشكل موثوق ومعروف حتى اليوم لإقامة أكثر من جيل واحد ومجموعة أفراد. وثِّق حضور مطول لإنسان سلف (أو سلف إنسان منتصب وإنسان هايدلبيرج والنياندرتال).
ظهر النيناندرتال في أوراسيا منذ فترة تمتد بين 350 ألف عام و600 ألف عام وكان الجسم الأقدم لشعب أوروبي وخلّف وراءه تقاليدًا غنية، ومجموعة من البيانات التاريخية القابلة للتقييم من خلال سجل غني للحفريات في الكهوف الكلسية أوروبا وخليط من مواقع الإقامة على امتداد مناطق ضخمة، من ضمنها تجميعات حضارية موستيرية. وصل البشر الحديثون إلى أوروبا البحر المتوسط خلال العصر الحجري القديم الأعلى منذ فترة تمتد بين 45 ألف عام و43 ألف عام، واتخذت كلا الفصيلتين موطنًا مشتركًا لآلاف السنين. لم تقدّم الأبحاث حتى الآن أي تفسير شامل مقبول عالميًا في ما يتعلق بسبب انقراض النيندرتال منذ فترة تمتد بين 40 ألف عام و28 ألف عام.
اتّجه الإنسان العاقل في فترة لاحقة نحو الإقامة في القارة بأكملها خلال العصر الحجري الأوسط وتقدم نحو الشمال، الأمر الذي تلا انحسار الصفيحات الجليدية خلال الذروة الجليدية الأخيرة التي امتدت على الفترة بين  26,500عام و 19 ألف عام مضت. في عام 2015 توصّل بحث عن الدي أن إيه  الأوروبي القديم جُمع من إسبانيا إلى روسيا إلى أن السكان الصيادين وجامعي الثمار الأصليين صهروا «موجة» من المزارعين الذين كانوا قد وصلوا من الشرق الأدنى خلال العصر الحجري الحديث منذ ما يقارب 8,000 عام.
يُعدّ موقع ليبينسكي فير في صربيا اليوم والعائد إلى العصر الحجري الأوسط أقدم موقع موثّق لجماعة ذات نمط حياة خامل مع أبنية دائمة، إضافة إلى أن فن بناء الأصرحة يسبق من الناحية الزمنية المواقع التي كانت تُعد الأقدم لعدة قرون مضت. كان حصول الجماعة على فائض من الغذاء على مدار السنة قبل اكتشاف الزراعة أساس نمط الحياة الخامل، إلا أن السجل الأقدم لتبنّي عناصر الزراعة يمكن إيجاده في ستارسيفو، عند جماعة تتميز بروابط ثقافية وثيقة.
بيلوفدي وبلوسنيك، أيضًا في صربيا، هما في الوقت الحاضر أقدم مواقع صهر نحاس في أوروبا مؤرّخ بشكل موثوق (منذ نحو 7000 عام). ويُنسبان إلى حضارة فينتشا، التي على العكس تمامًا لا تٌقدِّم أية صلة لبدء الانتقال إلى العصر النحاسي.
عملية صهر البرونز تقنية مستوردة أصولها موضع نقاش ولها تاريخ من الوفرة الحضارية الجغرافية. أُنشئت في أوروبا منذ نحو 3200 عام قبل الميلاد في إيجه وتمركَز الإنتاج في قبرص، المصدر الرئيسي للنحاس للمتوسط لعدة قرون.
أيضًا ارتبط إدخال التعدين الذي استهلّ تطورًا تقنيًا غير مسبوق بترسيخ التقسيم الاجتماعي إلى طبقات والتمييز بين فقراء وأغنياء وبالمعادن النفيسة كوسائل للسيطرة المحورية على ديناميات الحضارة والمجتمع.
ينبثق العصر الحديدي في أوروبا في الشرق من تشرّب المبادئ التقنية المكتسبة من الحيثيين نحو 1200 عام قبل الميلاد، ليصل في النهاية إلى أوروبا الشمالية قبل الميلاد ب 500 عام.
خلال العصر الحديدي، دخلت أوروبا الوسطى والغربية ومعظم أوروبا الشرقية في الحقبة التاريخية. يشكّل الاستعمار البحري اليوناني والغزو البري الروماني أساس انتشار القراءة والكتابة في مناطق واسعة حتى هذا اليوم. استمر هذا التقليد بصيغة وسياقٍ مقلوبين في أقصى الأقاليم (جرينلاند وقوم البروسيون القدماء في القرن الثالث عشر) من خلال مجموعة شاملة من النصوص المسيحية، تضمنت إدخال الشعوب السلافية الشرقية الأوروبية وروسيا في العالم الثقافي الأورثوذوكسي. بقيت اللغتان اللاتينية والإغريقية الطريقة الرئيسية والأمثل للتواصل والتعبير عن الأفكار في الفنون المتحررة والعلوم في جميع أنحاء أوروبا حتى الحقبة الحديثة المبكرة.

## مطلع ما قبل التاريخ

### العصر الحجري القديم

#### الحضور البشري في العصر الحجري القديم الأوسط والأسفل
يتميّز السجل المناخي للعصر الحجري القديم بنموذج العصر الحديث الأقرب من فترات دورية أدفأ وأكثر برودة، من ضمنها ثمان دورات أساسية وحلقات عديدة أقصر. تفاوت الحد الشمالي الأقصى للاستيطان البشري في استجابة إلى هذه الظروف المتغيرة وتطلب الاستقرار الناجح إمكانيات استيطان دائمة وحلًا للمشاكل. بقي معظم اسكندنافيا والسهل الأوروبي الشمالي وروسيا منطقة خارج حدود الاستيطان خلال العصر الحجري القديم والعصر الحجري الأوسط.
تتوافر أدلة مقترنة، مثل الأدوات الحجرية والآثار ومراكز الاستيطان، أكثر مما تتوافر البقايا المتحجرة لأشباه البشر المستوطنين أنفسهم. عُثر على أدوات حجرية بسيطة وبعض الحجارة الرقيقة المشحوذة لصنع آلة حادة في دمانيسي في جورجيا وفي إسبانيا عند مواقع سهل بازا غوديكس وبالقرب من أتابويركا. هذه الأدوات المكتشفة العائدة لحضارة الأولدوان، التي سميت لاحقًا تجميعة أسلوب نمط 1 استبدلت تدريجيًا بأسلوب أكثر تعقيدًا، اشتمل على تشكيلة من فؤوس يدوية وأدوات حجرية أشولينية سُمّيت تجميعة أسلوب نمط 2. يُنسب نوعا مجموعة الأدوات إلى الإنسان المنتصب، الإنسان الأقدم والوحيد في أوروبا لفترة طويلة جدًا والذي من المتحمل إيجاده في الجزء الجنوبي من القارة. إلا أن السجل الأحفوري للمرحلة الأشولينية يرتبط أيضًا بظهور إنسان هايدلبيرج، وعلى وجه التحديد أدواتها الحجرية الخاصة وفؤوس اليد. وثِّق وجود إنسان هايدلبيرج منذ 600 ألف عام قبل الحاضر في عدة مواقع في ألمانيا وبريطانيا العظمى وشمالي فرنسا.
على الرغم من أن علماء مستحاثات البشر يتفقون عمومًا أن الإنسان المنتصب وإنسان هايدلبيرج هاجرا إلى أوروبا، تبقى طرق الهجرة وتسلسلها الزمني محطّ جدال.
تدلّ حقيقة وجود النياندرتال فقط على امتداد متجاور في أوراسيا والقبول السائد بفرضية الخروج من أفريقيا على أن هذه الفصيلة تطورت محليًا. مرة أخرى، يسود الإجماع حول هذه المسألة، فيما يُناقش على نحو واسع أصل وأنماط التطور. يمتد السجل الأحفوري للنياندرتال من أوروبا الغربية إلى جبال ألتاي في آسيا الوسطى وجبال الأورال في الشمال إلى الشرق الأدنى في الجنوب. خلافًا لأسلافه كان النياندرتال متكيفًا ثقافيًا وبيولوجيًا للبقاء على قيد الحياة في البيئات الباردة ونجح في توسيع امتداده إلى البيئات الجليدية في أوروبا الوسطى والسهول الروسية. العدد الضخم من أحفوريات النياندرتال، وفي بعض الحالات الوضع الاستثنائي لحفظها، والتجميعات الحضارية يتيحان للباحثين تقديم بيانات مفصلة ودقيقة حول سلوكها وحضارتها. يرتبط النياندرال بالحضارة الموستيرية (الأسلوب 3) والأدوات الحجرية التي ظهرت للمرة الأولى منذ نحو 160 ألف عام.